# Кара-Кочкор
Кара-Кочкор (кирг. Кара-Кочкор) — село в Кара-Кульджинском районе Ошской области Кыргызстана. Административный центр Кара-Кочкорского айылного аймака.

## География
Село расположено в северо-восточной части области, на правом берегу реки Каракульджа, на расстоянии приблизительно 4 километров (по прямой) к северо-западу от села Кара-Кульджа, административного центра района. Абсолютная высота — 1258 метров над уровнем моря.

## Население
Согласно оценочным данным Национального статистического комитета Кыргызской Республики, численность населения села на начало 2023 года составляла 4286 человек.
| год     | 2009 | 2014 | 2015 | 2020 | 2021 | 2023 |
| ------- | ---- | ---- | ---- | ---- | ---- | ---- |
| человек | 3521 | 3809 | 3885 | 4181 | 4239 | 4286 |